# Marismas de Machar
Las Marismas de Machar son una gran área de humedales en el estado del Alto Nilo, en el país africano de Sudán del Sur. Las estimaciones de su tamaño varían. Un estudio de 1950 estimó el área del pantano en unos 6500 kilómetros cuadrados. Un estudio de 1980 puso el área del pantano permanente en unos 8.700 kilómetros cuadrados, El 60% de las cuales fue pasto y bosque.
Los pantanos son alimentados por las aguas del Machar Khor ( distributarios del río Baro), el río Yabus y el río Daga. En épocas de aguas altas también son alimentados por el flujo del río Pibor. Los pantanos son drenados por el río de Adar, un afluente del Nilo Blanco.